# 押尾光太郎
押尾光太郎（Kotaro Oshio，1968年2月1日—），是一位日本钢弦吉他手，出生于大阪。他身高183厘米，昵称为“押尾桑”。他的音乐创作涵盖了流行音乐（POP）、新世纪音乐（NEW AGE）和爵士乐（JAZZ）等多个领域。押尾光太郎的演奏技巧包括nail-attack、指弹（fingerpicking）、拍击泛音（slap harmonics）以及精准扫弦（precise strumming）。他曾师从中川砂人（Isato Nakagawa）和冈崎伦典（Rynten Okazaki），并深受美国知名吉他手迈克尔·赫奇斯（Michael Hedges）的影响。押尾光太郎的风格融合了中川砂人的低音和旋律特点，同时具有强烈的节奏感，创造出了独具特色的音乐风格。他在日本及其他国家获得了广泛的认可和成功。

## 經歷
押尾在國中二年級時開始學彈吉他，學生時代曾經在五つの赤い風船中成員中川砂人(Isato Nakagawa)的吉他教室中學習。高中畢業后，一度前往東京居住，除了在專門的音樂學校學習，還參加冈崎伦典(Rynten Okazaki)的吉他教室。在那里受到了同是吉他演奏家的小松原俊(Shun Komatsubara)的影響.回到大阪后組建了樂隊，樂隊中押尾光太郎並沒有擔任吉他手而是根據樂隊情況不情願地擔任了貝斯手，樂隊解散后隨即開始了自己一人作為吉他獨奏家的音樂旅程。

## 個人作品
- Debut Album [STARTING POINT] (Rel. 2002/07/23 in Japan)
- 發行時間：2002年7月10日
- 簡介：Kotaro Oshio在的首張專輯《Starting Point》中熟練自如地使用Open Tuning開放式調弦法，並巧妙地融入了力量，Tapping點擊弦等演奏技巧來豐富吉他可以彈奏出來的音色，用一把吉他再現了從原創音樂到電影配樂到童謠等廣泛風格的曲子的奇跡。他厲害的地方是：不是通過反覆的多軌錄音來達到豐滿的音效，而是一個人一把琴運用很多高超的技巧勾勒出一幅幅讓人不敢相信是一人一琴完成的作品。這是一張無與倫比的押尾精美珍藏集。其中幾首精彩作品被收錄為電影以及新聞背景音樂，收錄MBS電視《素敵な出會い～いい朝8時》結尾音樂以及坂本龍一的主題音樂。

- 2nd Album [Dramatic](Rel. 2004/04 in Japan)
- 發行時間： 2004-04
- 簡介：押尾コータロー的第二張作品集，「怎麼也不相信是一個人在演奏」「不但日本歐美極高的評價」，不是因為這些！押尾コータロー受歡迎的真正原因是因為他的實力！從而確定了他在FANS心中獨一無二的地位。此張作品集風格涉獵更為廣泛，新紀元；Funk；拉丁；爵士樂等音樂元素被押尾押尾コータロー完美的交織在一起，再加上別有味道的詮釋「Canon」「Bolero」這樣的古典樂曲，這是一張很有跳躍性的專集。

- 3rd Album [Be HAPPY](Rel. 2004/06/23 in Japan)
- 發行時間：2004年6月23日
- 簡介：這是Kotaro Oshio的第三張作品集。由他親自講解示範的第三張作品集，延續了他以往作品中優美豐富多彩的旋律特點。特別是第一曲的《翼Wings-You are the hero》。

- 4th Album [Panorama](Rel. 2005/09/07 in Japan)
- 發行時間：2005年9月7日

- 5th Album [COLOR of LIFE](Rel. 2006/11/29 in Japan)
- 發行時間:2006年11月29日

- 6th Album [Nature Spirit](Rel. 2008/01/01 in Japan)
- 發行時間:2008年1月1日
  - 這是Kotaro Oshio的投奔SME Records后的第一張專輯

- 7th Album [You ＆ Me](Rel. 2008/10/01 in Japan)
- 發行時間:2008年10月1日

- 8th Album [Tussie Mussie](Rel. 2009/03/11 in Japan)
- 發行時間:2009年3月11日

- 9th Album [Eternal Chain](Rel. 2009/08/05 in Japan)
- 發行時間:2009年8月5日

- 10th Album [Hand to Hand](Rel. 2011/01/12 in Japan)
- 發行時間：2011年1月12日

- 11th Album [Rboot＆Collab.](Rel.2013/04/24 in japan)
- 發行時間：2013年4月24日

- 12th Album [Pandora](Rel.2014/07/30 in japan)
- 發行時間：2014年7月30日

- 13th Album [Tussie mussie II 〜loves cinema〜] (Rel.2014/07/30 in japan)
- 發行時間：2015年11月25日

- 14th Album [KTR×GTR] (Rel.2016/11/09 in japan)
- 發行時間：2016年11月9日

- 15th Album [Encounter] (Rel.2019/02/20 in japan)
- 發行時間：2019年2月20日

- 16th Album [Passenger] (Rel.2020/09/30 in japan)
- 發行時間：2020年9月30日

## 外部連結
- 官方網站鏈接 （页面存档备份，存于）
- 押尾光太郎的Blog